# ماريا كومنينوس، ملكة القدس
ماريا كومنين ( (بالإنجليزية: Maria Komnene, Queen of Jerusalem)‏ 1154-1208/1217)، كانت ملكة القدس من 1167 حتى 1174 باعتبارها الزوجة الثانية للملك أمالريك.وأم إيزابيلا ملكة أورشليم.
ماريا كانت حفيدة الإمبراطور البيزنطي مانويل الأول كومنينوس . أدى زواجها من أمالريك عام 1167 إلى تأسيس تحالف بين الإمبراطورية البيزنطية ومملكة القدس . عندما توفي أمالريك عام 1174، انتقل التاج إلى ابنه بلدوين الرابع من زوجته الأولى أغنيس من كورتيناي، وانسحبت ماريا مع ابنتها إيزابيلا إلى مدينة نابلس، التي كانت تحكمها كملكة أرملة. تزوجت ماريا من باليان حاكم مقاطعة أيبلان عام 1177، وأنجبت منه أربعة أطفال آخرين.
منذ عام 1180، كانت ماريا واحدة من قادة الفصيل المعارض لسيبيلا وزوجها غي دي لوزينيان. توفي بالدوين الرابع عام 1185، تاركًا ابن سيبيلا، بالدوين الخامس ملكًا. وعندما توفي بلدوين الخامس في العام التالي، خططت ماريا وحزبها لتتويج ابنتها إيزابيلا ملكة أورشليم وزوج ابنتها همفري الرابع ملك تورون، لكن همفري استسلم لسيبيلا وغي دي لوزينيان، اللذين عززا قبضتهما على المملكة. وفي عام 1187 استعاد صلاح الدين الأيوبي القدس ومعظم مملكة القدس.
توفيت سيبيلا عام 1190 بينما كان غي دي لوزينيان يستعيد عكا، وأكد معارضوه أن عهده قد انتهى وأن ابنة ماريا إيزابيلا ملكة أورشليم هي الوريث الشرعي. طلبت ماريا إلغاء زواج إيزابيلا ملكة أورشليم من همفري حتى تتمكن الملكة الجديدة من الزواج من المرشح الأكثر قدرة وهو كونراد من مونفيراتو. توفيت ماريا في عهد حفيدتها إيزابيلا الثانية ملكة بيت المقدس بعد أن عاشت أكثر من كل حلفائها وخصومها.